# Axino
Axino je hypotetická elementární částice předpovězená některými teoriemi částicové fyziky. Pecceiho–Quinnové teorie se pokouší vysvětlit pozorovaný jev známý jako silný CP problém zavedením hypotetických reálně skalárních částic zvaných axiony. Přidání supersymetrie do modelu předpovídá existenci fermionového superpartnera pro axion, axina a bosonového superpartnera saxionu. Všechny tyto částice jsou svázané v chirálním superpoli.
Axino je v takovém modelu nejlehčí supersymetrickou částicí. Vzhledem k této vlastnosti je považováno za kandidáta na částici temné hmoty.
Supermultiplet obsahující axion a axino byl navržen jako původce narušení supersymetrie, kde supermultiplet ziská očekávané hodnoty F-horizontu.